# Dani Siciliano
Dani Siciliano (* in Sierra Vista, Arizona) ist eine US-amerikanische Musikerin und DJ. Bekannt wurde sie vor allem durch ihre Zusammenarbeit mit ihrem früheren Ehemann Matthew Herbert.

## Leben
Dani Siciliano wuchs in Arizona und später in San Francisco auf, nachdem ihr bei der Army beschäftigter Vater dorthin versetzt wurde. Als Kind nahm sie unter anderem Klarinettenunterricht.
Später studierte sie an der University of Richmond, wo sie Mitglied einer kleinen Jazzband war und gelegentlich in Cafés auftrat. Nach ihrer Rückkehr nach San Francisco trat sie auch als DJ auf.
1995 lernte sie in San Francisco Matthew Herbert kennen und nahm mit ihm ab 1997 auch erste Songs auf. 1998 erschien dann Herberts Album Around The House, auf dem Siciliano zu fünf Stücken den Gesang beisteuerte. Später zog Siciliano nach London und heiratete Herbert. Auch zum nachfolgenden Herbert-Album Bodily Functions steuerte sie wieder den Gesang bei. 2004 erschien Sicilianos Solo-Album Likes.... Das zweite Solo-Album Slappers folgte 2006.
Mittlerweile hat sich Siciliano von Herbert getrennt.

## Diskografie (Auswahl)
Alben
- 1998: Herbert with Dani Siciliano – Around The House (Phonography)
- 2001: Herbert – Bodily Functions (Studio K7)
- 2003: The Matthew Herbert Big Band – Goodbye Swingtime (Accidental)
- 2004: Dani Siciliano – Likes... (Studio K7)
- 2006: Dani Siciliano – Slappers (Studio K7)